# Langfjord (Alta)
Der Langfjord ist ein Seitenarm des Altafjords. Er liegt in der nordnorwegischen Provinz (Fylke) Finnmark etwa 25 km nordwestlich der Stadt Alta.
Der Langfjord ist circa 31 km lang und etwa 1 km breit. Er erstreckt sich vom Hauptarm des Altafjords im Osten bis zur kleinen Ansiedlung Langfjordbotn im Westen. Das Gebiet um den Fjord ist weitgehend unbesiedelt. Am Südufer, das von der gut ausgebauten Europastraße 6 erschlossen wird, befinden sich die Orte Storsandnes und Gaddevaggi, die beide nur aus wenigen Gehöften bestehen. Das Nordufer ist nur im Westen über die Provinzstraße (Fylkesvei) 882 erreichbar. Dort befinden sich die ebenfalls nur aus wenigen Häusern bestehenden Ansiedlungen Vuojatluckta, Dappeluakta und Tappeluft sowie die 1891 erbaute Kirche Langfjord kapell. Der östliche Teil des Nordufers ist für Kfz nicht zugänglich. Im Fjord befinden sich mehrere Fischzuchten.
Während des Zweiten Weltkriegs diente der Langfjord zeitweilig als Ankerplatz für das deutsche Schlachtschiff Scharnhorst.
Der Langfjord wird auf seiner gesamten Länge von zum Teil über 1000 m hohen Bergen eingerahmt. Er gilt als eine der malerischsten Landschaften in Nordnorwegen.